# La Pelée
Il monte Pelée, o La Pelée, è un vulcano della Martinica alto 1397 m, situato nella parte settentrionale dell'isola. È famoso per la sua eruzione dell'8 maggio 1902 che distrusse la vicina città di Saint-Pierre, causando oltre 29.000 vittime.

## Storia
Venne descritto per la prima volta nel 1640 dagli inglesi come Bald Mountain, ma fu poi ribattezzato dai francesi col nome attuale, che significa "la pelata", a causa della sommità arida;  secondo alcuni deriverebbe dal nome della dea hawaiana del fuoco Pele.
L'edificio vulcanico, situato nel capo nord-occidentale della Martinica, nella sua storia è stato sottoposto a numerosi cicli di costruzione e distruzione e il cono attuale è impostato in un'antica caldera occupata dal lago Etang des Palmistes, circondato da vari ulteriori pinnacoli craterici. Il più importante era il cosiddetto Etang Sec ("stagno secco"), anch'esso occupato periodicamente da un lago, che diede origine alla celebre eruzione del 1902. Dalla ripida sommità si irradiano forre profonde che trasportano detriti alluvionali: la più conosciuta era la Rivière Blanche che giocò un ruolo fondamentale nel 1902 e che era praticamente un canale diretto tra il cratere e il mare. La città di Saint Pierre è tutt'oggi situata circa un km più a sud di questa.
Prima del 1902 erano state segnalate solo due eruzioni, nel 1792 e nel 1851, che però furono deboli e produssero per lo più ceneri. Una piccola fumarola venne osservata sul fondo dell'Etang Sec alcuni anni prima della fatale eruzione.

## Eruzione del 1902
Nonostante la relativa calma, il vulcano esplose con tutta la sua potenza nel 1902.
Dal mese di aprile erano cominciate emissioni quasi continue di ceneri, dapprima deboli poi sempre più abbondanti, accompagnate da piccole scosse di terremoto; poi il 26 aprile fu la volta di esplosioni dal bacino dell'Etang Sec.
Da allora l'eruzione fu in continuo crescendo con fitte piogge di ceneri e forte odore di zolfo, causando panico tra gli abitanti che cominciarono ad abbandonare la città, preoccupati dall'eventuale verificarsi di un terremoto. Ad essi si sostituì una ingente massa di contadini provenienti dagli immediati dintorni, tanto da mantenere invariato il numero degli abitanti.
A causa della fuga dei cittadini, ma soprattutto preoccupato per un eventuale depauperamento dell'elettorato per le elezioni del 10 maggio, il Governo fece pubblicare su un giornale locale un rassicurante articolo in cui si dichiarava: "Il monte Pelée non rappresenta pericolo per gli abitanti di Saint-Pierre, non più di quanto lo sia il Vesuvio per i napoletani". Per rassicurare la popolazione lo stesso Governatore con la moglie si recò a Saint Pierre la sera del 7 maggio ed entrambi rimasero vittime dell'eruzione.  Alle 12 del 5 maggio, pochi giorni prima, una valanga incandescente lungo la Rivière Blanche aveva travolto e distrutto uno zuccherificio sulla spiaggia causando 30 morti ed un mini-tsunami che allagò, senza vittime, la parte bassa di Saint Pierre.
Il mattino dell'8 maggio alle 7:50 una forte esplosione distrusse in parte la montagna sprigionando una nube ardente che, a causa dell'alta temperatura dei gas (circa 1000 gradi) e della viscosità della lava, precipitò verso il mare alla velocità di un centinaio di chilometri orari. In due minuti la nube travolse Saint-Pierre, distruggendola completamente e lasciando in piedi solo pochi muri, perlopiù paralleli alla direzione della raffica incandescente. La maggior parte dei 30 000 abitanti morì per carbonizzazione istantanea, data la temperatura del flusso piroclastico.
Ci furono quattro soli sopravvissuti. Un prigioniero di colore di nome Auguste Ciparis si salvò poiché incarcerato in una cella sotterranea; fu ritrovato gravemente ustionato tre giorni dopo dai soccorritori che udirono le sue urla, fu curato e passò il resto della sua vita con il circo Barnum, diventando noto come "Il prigioniero di Saint-Pierre". Un calzolaio, Leòn Compère-Leandre, anche lui gravemente ustionato, riuscì a correre fino alla vicina Fonds-Saint-Denis. Si salvarono poi una bambinaia e la sua bambina, passeggere di una nave attraccata nella baia, la cui padrona insieme ad altri due figli erano morte davanti ai loro occhi. Anche parte dell'equipaggio e dei passeggeri della medesima e di un'altra nave si salvarono.
Si scoprì poi, studiando a fondo il fenomeno, che la causa della violenta eruzione era stata la cupola di ristagno che occludeva il cratere: infatti essendo troppo resistente alla pressione dei gas, questi ultimi si aprirono una via laterale sui fianchi della Pelée causando la nube ardente.
Giovanni Pascoli dedicò all'eruzione l'ode Il negro di Saint Pierre.

## La Spina
Dopo l'eruzione dell'8 maggio il monte Pelée continuò l'attività fino agli inizi del 1904, quando nel cratere si formò un duomo lavico. Questa struttura si era cominciata a formare già nella primavera dell'anno precedente, ma a causa della scarsa solidità era stata più volte distrutta dalle esplosioni. In un punto dove questo si era dimostrato più resistente la lava assai viscosa, subendo la pressione del magma sottostante, cominciò ad innalzarsi in verticale creando tra febbraio e giugno del 1903 un pinnacolo detto Torre o Spina di Pelée, che in poco tempo crebbe fino a toccare i 330 m d'altezza. È stato poi distrutto da esplosioni successive nel dicembre dello stesso anno.

## Ulteriori attività e stato odierno
Dopo l'attività del 1902 - 1903 il monte Pelée ritornò in attività nel 1929 - 1932. Saint-Pierre, che era stata ricostruita e contava circa 2 000 abitanti, fu prontamente evacuata, evitando così perdite di vite umane. L'eruzione fu simile alla precedente, anche se con intensità minore. Furono prodotte numerose nubi ardenti che precipitarono in mare e verso la fine del 1931 cominciò a formarsi il duomo lavico che in parte esiste tuttora.
Frank Alvord Perret, noto vulcanologo statunitense, seguì costantemente l'eruzione e fu protagonista di un eroico quanto per lui fortunoso evento: rinchiuso in una baracca con una nube ardente in avanzamento, piuttosto che fuggire volle restare sul posto dopo aver serrato ogni fessura. Rimase in vita, anche se svenne a causa dell'elevatissima temperatura, e fu il primo a poter descrivere una nube ardente dal suo interno ponendo le preziose basi per le ricerche successive. Tra l'altro, constatò che il monte Pelée necessitava di un attento monitoraggio: fu così costruito l'Osservatorio della Martinica nel paese di Fonds-Saint Denis, attivissimo tuttora.
Il monte Pelée, sebbene sia attualmente in fase di semi-quiescenza, è strettamente sorvegliato poiché un'eruzione come quella del 1902 è possibile. Saint-Pierre è oggi ridiventata una florida città turistica con circa 6 000 abitanti e vi si possono ancora trovare le rovine della città distrutta. Inoltre un Museo locale raccoglie abbondante materiale sull'eruzione e l'attività del monte Pelée.
Dal monte il noto geologo Alfred Lacroix trasse il nome, classificando i tipi di eruzioni vulcaniche, del "Tipo Peleano", le cui caratteristiche sono quelle dell'eruzione del 1902.